# Eikozanoidi
Eikozanoidi su derivati arahidonske kiseline koji u fiziologiji i patofiziologiji čovjeka imaju značajan utjecaj. Eikozanoidi su masne kiseline koje su u organizmu slične hormonima koji kontroliraju mnoge vitalne fiziološke funkcije, uključujući one srčano-žilnog, imunološkog i živčanog sustava.
Eikosanoidi su tvari koje, između ostalih, obuhvaćaju prostaglandine, tromboksane i prostacikline, čija je ravnoteža odgovorna, ne samo za stanje glatke muskulature (kontrakcija/relaksacija) i osobito protok krvi (spazam krvnih žila, sklonost trombozi), nego su i dijelom gotovo svih staničnih procesa koji se odvijaju u tijelu.

### Podjela eikozanoida
- eikozanoidi
  - prostanoidi
    - prostaglandini
    - tromboksani
    - prostaciklini

  - leukotrieni